# Ursmer Berlière
Dom Ursmer Berlière, geboren Alfred-Joseph Berlière (Gosselies, 3 september 1861 - Maredsous, 27 augustus 1932) was een Belgisch benedictijn, theoloog, historicus en specialist in de kerkgeschiedenis.

## Levensloop
Na zijn middelbare studies trad Berlière in bij de benedictijnen in de abdij van Maredsous. Hij werd bibliothecaris van de abdijbibliotheek. In 1913-1914 was hij conservator van de Koninklijke Bibliotheek van België.
Hij stichtte in 1902 het Belgisch Historisch Instituut in Rome en bleef er bestuurder van tot in 1916. Hij werd lid van de Koninklijke Commissie voor Geschiedenis en werd in 1919 lid van de Koninklijke Academie van België.
Berlière publiceerde een duizendtal bijdragen (boeken, artikels en monografieën), gewijd aan de kerkgeschiedenis.
Op basis van in het Vaticaan bewaarde documenten kon hij de persoon identificeren aan wie Petrarca de bijnaam Socrates gaf. Het ging om de Luikenaar Lodewijk Heyligen, afkomstig uit Beringen.
Zijn levenswerk was het monumentale Monasticon belge, de prosopografische referentie voor alles wat de religieuze orden in België onder het ancien régime betreft. Na hem werd het grote werk verdergezet door ordegenoten en andere historici.
Hij vond ook de tijd om, tussen zijn immens aantal wetenschappelijke studies, drie volumes te wijden aan de geschiedenis van zijn geboortestad.

## Publicaties

### Monasticon belge
- Monasticon belge, Deel I, provincies Namen en Henegouwen, Maredsous, 1890-1897.
- Monasticon belge, Deel II, provincie Luik, Maredsous, 1928-1929.

### Andere werken
- Philippe de Harvengt, abbé de Bonne-Espérance, Brugge, Desclée De Brouwer, 1892.
- Les origines de Cîteaux et l'ordre bénédictin au XIIième siècle, Leuven, Peeters, 1901.
- Aux archives vaticanes, Brugge, Desclée De Brouwer, 1903.
- Un ami de Pétrarque : Louis Sanctus de Beeringen, Rome, Institut historique belge, 1905.
- Les évêques auxiliaires de Cambrai et de Tournai, Brugge, Desclée De Brouwer, 1905.
- Les évêques auxiliaires de Liège, Brugge, Desclée De Brouwer, 1919.
- Les terres et seigneuries de Maredsous, Maredsous, 1920.
- Recherches historiques sur la ville de Gosselies, 3 vols., Maredsous, 1922–1932.
- Honorius III et les monastères bénédictins, 1216-1227, in: Revue belge de philologie et d'histoire, 1923.
- Inventaire des "Instrumenta miscellanea" des Archives vaticanes au point de vue de nos anciens diocèses, Luik, Georges Tone, 1924.
- L'ascèse bénédictine des origines à la fin du XIIième siècle. Essai historique, Maredsous, 1927.
- Les élections abbatiales au Moyen Âge, Brussel, Hayez, 1927.
- Les collectories pontificales dans les anciens diocèses de Cambrai, Thérouanne et Tournai au XIVième siècle, Rome, Institut historique belge de Rome, 1929.
- La "familia" dans les monastères bénédictins du Moyen Âge, Brussel, Lamertin, 1931.

## Voetnoten
1. ↑  Welkenhuysen, A. 1988 La Peste en Avignon (1348) Décrite par un Témoin Oculaire, Louis Sanctus de Béringen. [Edition Critique, Traduction, Eléments de Commentaire]. In: R. Lievens, et al., eds. Pascua Mediaevalia: Studies voor Prof. Dr. J. M. de Smet. 1983. Louvain : Universitaire Pers, pp. 452-492.

- Bibliothèque nationale de France: cb12790093b (data)
- Gemeinsame Normdatei: 17411544X
- International Standard Name Identifier: 0000 0001 1059 9334
- Library of Congress Control Number: no93006291
- Nationale Bibliotheek van Israël: 987007421444005171
- Nederlandse Thesaurus van Auteursnamen: 070132135
- Système universitaire de documentation: 050132490
- Virtual International Authority File: 44425632
- WorldCat: E39PBJkhK9gChQDtyvVdD6bfMP